# Soczeniczek
Soczeniczek (Aloina (Müll. Hal.) Kindb.) – rodzaj mchów należący do rodziny płoniwowatych (Pottiaceae Schimp.). Przedstawiciele tego rodzaju występują głównie wokół basenu Morza Śródziemnego, na południu Afryki i w Australii, rzadko i w rozproszeniu spotykane od Alaski po Argentynę oraz w Chinach.

## Morfologia
GametofityRośliny tworzą cienkie darnie lub rosną w rozproszeniu. Łodyżki 0,5–6 mm wysokości. Listki formują rozetę, języczkowate, półkoliste lub trójkątne, długości 0,5–2,8 mm. Żebro szerokie, kończące się w szczycie listka lub wystające i długie, u części gatunków nie występuje.
SporofitySeta długości 4,5–17 mm. Puszka zarodni cylindryczna do jajowato cylindrycznej, perystom o długich i skręconych zębach. Zarodniki kuliste, średnicy 9–25 µm.

## Systematyka i nazewnictwo
Nazwa naukowa rodzaju Aloina pochodzi od złożenia nazwy rodzaju aloes Aloë z łacińskim -ina oznaczającym podobieństwo, w tym przypadku nawiązuje do mięsistych liści.
Według The Plant List rodzaj Aloina liczy 16 akceptowanych nazwy gatunków, dla których istnieje 18 synonimów.
Wykaz gatunków:
| - Aloina aloides (Koch ex Schultz) Kindb. – soczeniczek aloesowaty - Aloina ambigua (Bruch & Schimp.) Limpr. – soczeniczek wrzosolistny - Aloina apiculata (E.B. Bartram) Delgad. - Aloina bifrons (De Not.) Delgad. - Aloina brevirostris (Hook. & Grev.) Kindb. – soczeniczek krótkodzióbkowy - Aloina calceolifolia (Spruce ex Mitt.) Broth. - Aloina catillum (Müll. Hal.) Broth. - Aloina cornifolia Delgad. | - Aloina hamulus (Müll. Hal.) Broth. - Aloina humilis M. T. Gallego, Cano & Ros - Aloina macrorrhyncha (Kindb.) Kindb. - Aloina recurvipatula (Müll. Hal.) Broth. - Aloina rigida (Hedw.) Limpr. – soczeniczek gwiazdkowaty - Aloina roseae (R.S. Williams) Delgad. - Aloina sedifolia (Müll. Hal.) Broth. - Aloina sullivaniana (Müll. Hal.) Broth. |